# Salomé (fille d'Hérodiade)
Pour les articles homonymes, voir Salomé.
Salomé, parfois Salomé II (en hébreu : שלומית, Shlomit ; en grec ancien : Σαλώμη, Salṓmē), est une princesse juive du Ier siècle mentionnée chez l'historiographe judéo-romain Flavius Josèphe. Fille d'Hérodiade et d'Hérode « fils d'Hérode », elle épouse en premières noces son oncle (le demi-frère de son père) Philippe II, puis Aristobule de Chalcis, roi d'Arménie Mineure.
Dans le Nouveau Testament, une « fille d'Hérodiade » — habituellement identifiée par la tradition chrétienne à cette Salomé — est protagoniste d'un épisode des évangiles selon Matthieu et selon Marc qui est semblable à un récit vétérotestamentaire et à un autre populaire, profane. Son possible aspect scandaleux le rend peu vraisemblable pour certains historiens : la fille — ou la « fillette » — d'Hérodiade danse devant Hérode Antipas qui est son beau-père, peut-être son père. Charmé, celui-ci lui accorde ce qu'elle veut. Sur le conseil de sa mère, elle réclame alors la tête de Jean Baptiste, qu'Hérode Antipas fait apporter sur un plateau.
Alors que la Salomé des Évangiles peut apparaître comme une enfant manipulée et sans initiative, les hagiographes et les artistes en font un personnage de tentatrice sensuelle, particulièrement aux XIXe et XXe siècles.

## Flavius Josèphe
La seule mention explicite de « Salomé », fille d'Hérodiade et d'Hérode fils d'Hérode (appelé Philippe dans les évangiles), se trouve dans la partie IV du chapitre V du livre XVIII des Antiquités judaïques de Flavius Josèphe.
Le père de Salomé, Hérode fils d'Hérode le Grand et de la fille du grand-prêtre Simon Boëthos, est appelé Philippe dans les évangiles. Certains historiens supposent donc qu'il s'appelait Hérode Philippe, alors que d'autres rejettent cette appellation en considérant les évangiles comme insuffisamment fiables. Il ne faut pas confondre ce « Philippe » avec le tétrarque de Batanée, un autre fils d'Hérode le Grand lui aussi appelé Philippe qui est le premier mari de Salomé. Mariage avec une très jeune fille qui a probablement été de très courte durée. D'après Christian-Georges Schwentzel, Salomé ne devait guère être âgée de plus de onze ou douze ans, à la mort de son premier époux. Elle était probablement trop jeune pour avoir un enfant, ce qui explique pourquoi le tétrarque Philippe est mort sans héritier.
Hérodiade, la mère de Salomé, quitte son mari Hérode, fils d'Hérode (Hérode Boëthos ou Hérode Philippe), pour se marier avec le demi-frère de celui-ci, Hérode Antipas, qui est tétrarque de Galilée. Flavius Josèphe évoque un comportement contraire aux lois nationales, qui fait référence au fait qu'Hérodiade « s'est séparée de  son mari encore vivant ». Il précise la généalogie de Salomé en ces termes :

« Quant à Hérodiade leur sœur, elle épousa Hérode, qu'Hérode le Grand avait eu de Mariamne, la fille du grand-pontife Simon ; et ils eurent pour fille Salomé, après la naissance de laquelle Hérodiade, au mépris des lois nationales, épousa, après s'être séparée de son mari encore vivant, Hérode, frère consanguin de son premier mari qui possédait la tétrarchie de Galilée. Sa fille Salomé épousa Philippe, fils d'Hérode, tétrarque de Trachonitide, et comme il mourut sans laisser d'enfants, elle épousa Aristobule fils d'Hérode, frère d'Agrippa ; elle en eut trois fils : Hérode, Agrippa, Aristobule. »

Salomé figure aussi sur trois monnaies de son deuxième mari Aristobule de Chalcis, le roi d'Arménie Mineure.

## Un mariage contesté
Pour être nommé à la tête de la tétrarchie de Philippe par l'empereur, Antipas a imaginé conforter sa position en se mariant avec Hérodiade, la mère de Salomé. « Il se dit qu'un mariage avec Hérodiade pourrait renforcer sa prétention à obtenir un jour le titre royal de la part de l'empereur. » « Partant pour Rome », là où tout se décide, Antipas passe proposer le mariage à Hérodiade, ce qu'elle s'empresse d'accepter,. Elle décide de se séparer de son mari encore vivant, ce qui fait scandale dans la région dès que ce projet est révélé. Ils conviennent qu'elle cohabitera avec lui dès qu'il sera rentré de Rome et surtout « qu'il répudierait la fille d'Arétas », avec laquelle Antipas était marié,.
La manœuvre semble habile car Hérodiade, descendant à la fois d'Hérode le Grand et des Hasmonéens, est d'une lignée nettement plus assurée que la sienne et une union matrimoniale pourrait renforcer la prétention d'Antipas à obtenir le titre royal de la part de l'empereur. La mère de Salomé est aussi la sœur du futur Hérode Agrippa Ier, adversaire potentiel d'Antipas, qui d'ailleurs gagnera finalement ce combat d'influence lorsque Caligula lui donnera les territoires de l'ancienne tétrarchie de Philippe, augmenté de la principauté de Chalcis, avec le titre de roi de Batanée (printemps 37).

## Le récit évangélique

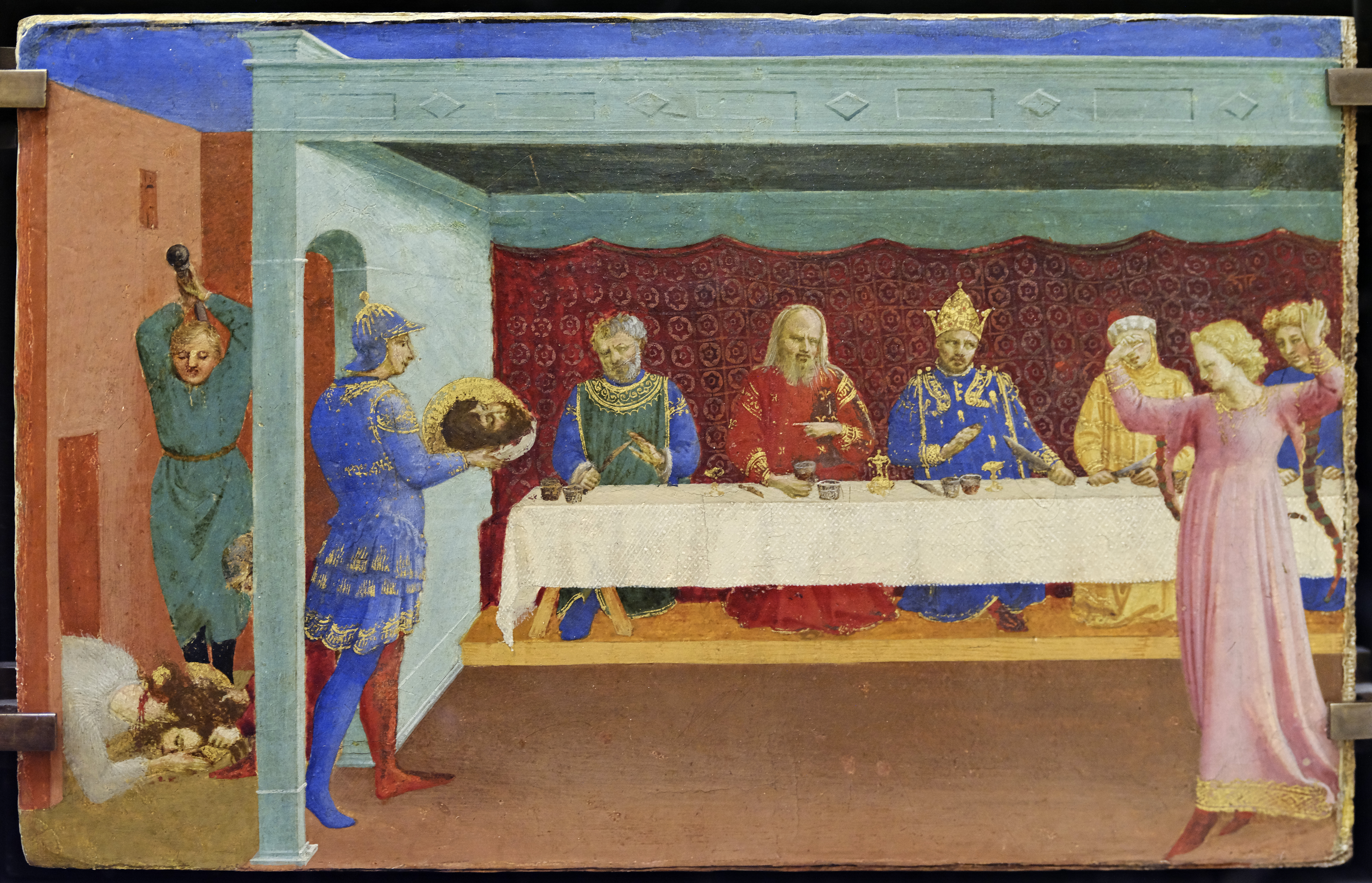
La Décollation de saint Jean Baptiste et le Banquet d'Hérode, Fra Angelico.

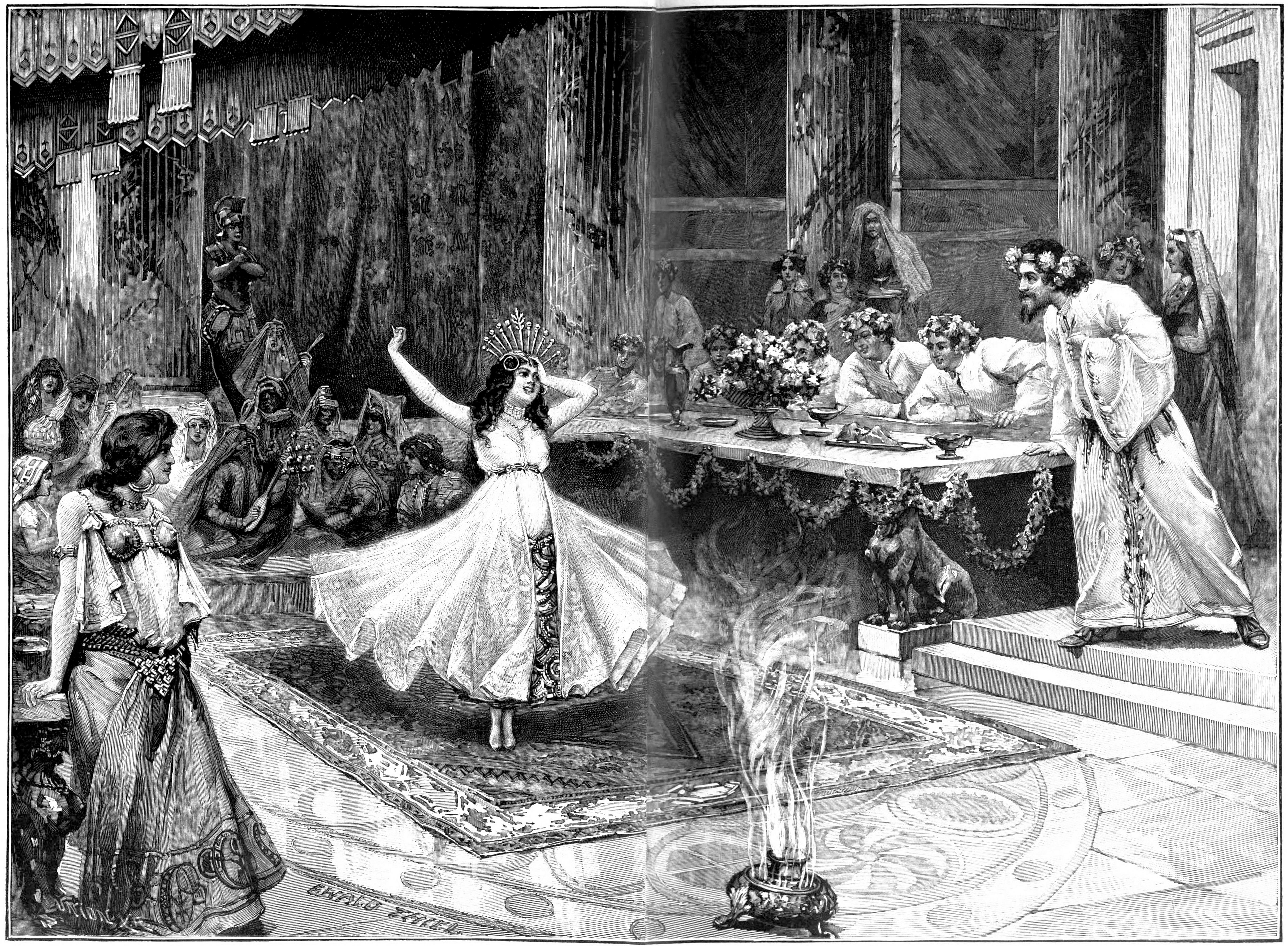
Salomé danse pour Hérode (dessin d'Ewald Thiel, 1898).

Salomé n'est pas nommée dans les Évangiles, où apparaît un personnage — une fillette — identifiée comme « la fille d'Hérodiade » (ou d'« Hérodias » selon les traductions).
Dans les Évangiles, Jean-Baptiste dénonce le remariage d'Hérodiade avec Hérode Antipas.
L'Évangile selon Marc (vers 68-73), 6:17-28, indique :

« Car Hérode lui-même avait fait arrêter Jean, et l’avait fait lier en prison, à cause d’Hérodias, femme de Philippe, son frère, parce qu’il l’avait épousée, et que Jean lui disait : « Il ne t’est pas permis d’avoir la femme de ton frère. » Hérodias était irritée contre Jean, et voulait le faire mourir. [...] Un jour propice arriva, lorsque Hérode, à l’anniversaire de sa naissance, donna un festin à ses grands, aux chefs militaires et aux principaux de la Galilée. La fille d’Hérodias [traduction alternative : « Sa fille Hérodiade »] entra dans la salle ; elle dansa, et plut à Hérode et à ses convives. Le roi dit à la jeune fille [« la fillette »] : « Demande-moi ce que tu voudras, et je te le donnerai. » Il ajouta avec serment : « Ce que tu me demanderas, je te le donnerai, fût-ce la moitié de mon royaume. » Étant sortie, elle dit à sa mère : « Que demanderai-je ? » Et sa mère répondit : « La tête de Jean-Baptiste. » Elle s’empressa de rentrer aussitôt vers le roi, et lui fit cette demande : « Je veux que tu me donnes à l’instant, sur un plat, la tête de Jean-Baptiste. » Le roi [...] envoya sur-le-champ un garde, avec ordre d’apporter la tête de Jean-Baptiste. Le garde alla décapiter Jean dans la prison, et apporta la tête sur un plat. Il la donna à la jeune fille [« la fillette »], et la jeune fille [« la fillette »] la donna à sa mère. »

L'Évangile selon Matthieu (vers 80-90), 14:3-11, indique :

« Car Hérode, qui avait fait arrêter Jean, l’avait lié et mis en prison, à cause d’Hérodias, femme de Philippe, son frère, parce que Jean lui disait : « Il ne t’est pas permis de l’avoir pour femme. » Il voulait le faire mourir, mais il craignait la foule, parce qu’elle regardait Jean comme un prophète. Or, lorsqu’on célébra l’anniversaire de la naissance d’Hérode, la fille d’Hérodias dansa au milieu des convives, et plut à Hérode, de sorte qu’il promit avec serment de lui donner ce qu’elle demanderait. À l’instigation de sa mère, elle dit : « Donne-moi ici, sur un plat, la tête de Jean-Baptiste. » Le roi fut attristé ; mais, à cause de ses serments et des convives, il commanda qu’on la lui donne, et il envoya décapiter Jean dans la prison. Sa tête fut apportée sur un plat, et donnée à la jeune fille, qui la porta à sa mère. »

Ce passage ne figure pas dans les autres évangiles qui sont parvenus jusqu'à nous.
Pour plusieurs auteurs, cette « séquence évangélique » évoque le livre d'Esther,. Pour Claudine Gautier, « le récit évangélique emprunte à deux sortes de sources. Des sources vétérotestamentaires tout d’abord. Cette jeune fille à qui, parce qu’elle lui a plu au cours d’un banquet, un roi promet : « ce que tu me demanderas, je te le donnerai, jusqu’à la moitié de mon royaume » (Marc 6,23), n’est pas sans rappeler l’héroïne du livre d’Esther, à qui le roi Assuérus, séduit lui aussi au cours d’un banquet, fait mot pour mot la même promesse (Esther 5,3-6 ; 7,2). La première reçoit sur un plat la tête du Baptiste, la seconde obtient la mise à mort de Haman, le conseiller félon. »

## Monnaies

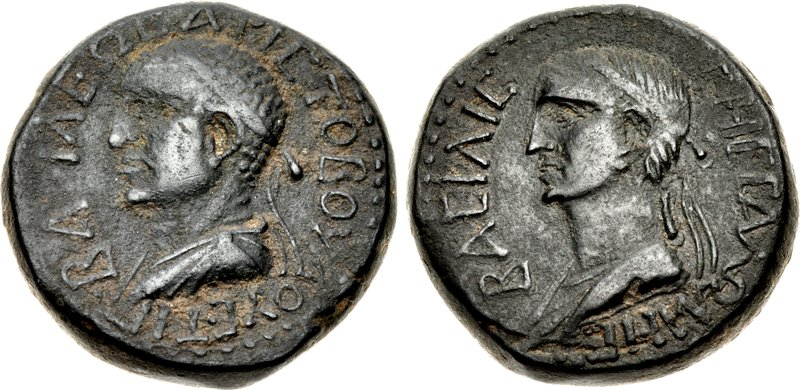
Monnaie d'Aristobule et Salomé.

L'effigie de Salomé figure sur trois  monnaies de son mari Aristobule de Chalcis, le roi d'Arménie Mineure. Sur l'une de ces monnaies on lit ΒΑΣΙΛΕΩΣ ΑΡΙΣΤΟΒΟΥΛΟΥ « (Monnaie) du roi Aristobule ». « Au revers, figure le buste de la reine, seule image connue de Salomé. Elle est sans voile, seulement coiffée d'un diadéma dont les pans flottent à l'arrière du buste ». Sur ce revers est inscrit « (Monnaie) de la reine Salomé ». « La reine est placée au même niveau que le roi avec lequel elle partage le trône. » Selon Christian-Georges Schwentzel, « Cette position peut étonner : les souveraines hérodiennes sont presque absentes de la numismatique, à l'exception de Cypros, au revers d'une monnaie d'Agrippa Ier. » Un second type monétaire d'Aristobule a récemment été découvert dans une collection privée, mais sur celle-ci Salomé ne figure pas.

## Arbre généalogique
|                       |                       |                       |                       |                       |                       | Cypros   | Cypros   | Cypros   | Cypros   | Cypros   | Cypros   |         |         | Antipater | Antipater | Antipater | Antipater | Antipater             | Antipater             |                       |                       |                       |                       |                   |                   |                   |                   |               |               |               |               |               |               |                        |                        |                        |                        |                        |                        |                      |                      |                      |                      |  |  |          |          |          |          |          |          |  |  |          |          |          |          |          |          |
|                       |                       |                       |                       |                       |                       | Cypros   | Cypros   | Cypros   | Cypros   | Cypros   | Cypros   |         |         | Antipater | Antipater | Antipater | Antipater | Antipater             | Antipater             |                       |                       |                       |                       |                   |                   |                   |                   |               |               |               |               |               |               |                        |                        |                        |                        |                        |                        |                      |                      |                      |                      |  |  |          |          |          |          |          |          |  |  |          |          |          |          |          |          |
|                       |                       |                       |                       |                       |                       |          |          |          |          |          |          |         |         |           |           |           |           |                       |                       |                       |                       |                       |                       |                   |                   |                   |                   |               |               |               |               |               |               |                        |                        |                        |                        |                        |                        |                      |                      |                      |                      |  |  |          |          |          |          |          |          |  |  |          |          |          |          |          |          |
|                       |                       |                       |                       |                       |                       |          |          |          |          |          |          |         |         |           |           |           |           |                       |                       |                       |                       |                       |                       |                   |                   |                   |                   |               |               |               |               |               |               |                        |                        |                        |                        |                        |                        |                      |                      |                      |                      |  |  |          |          |          |          |          |          |  |  |          |          |          |          |          |          |
|                       |                       |                       |                       |                       |                       | Salomé   | Salomé   | Salomé   | Salomé   | Salomé   | Salomé   |         |         | Mariamne  | Mariamne  | Mariamne  | Mariamne  | Mariamne              | Mariamne              |                       |                       | Hérode le Grand       | Hérode le Grand       | Hérode le Grand   | Hérode le Grand   | Hérode le Grand   | Hérode le Grand   |               |               |               |               |               |               | Mariamne l'Hasmonéenne | Mariamne l'Hasmonéenne | Mariamne l'Hasmonéenne | Mariamne l'Hasmonéenne | Mariamne l'Hasmonéenne | Mariamne l'Hasmonéenne |                      |                      |                      |                      |  |  |          |          |          |          |          |          |  |  |          |          |          |          |          |          |
|                       |                       |                       |                       |                       |                       | Salomé   | Salomé   | Salomé   | Salomé   | Salomé   | Salomé   |         |         | Mariamne  | Mariamne  | Mariamne  | Mariamne  | Mariamne              | Mariamne              |                       |                       | Hérode le Grand       | Hérode le Grand       | Hérode le Grand   | Hérode le Grand   | Hérode le Grand   | Hérode le Grand   |               |               |               |               |               |               | Mariamne l'Hasmonéenne | Mariamne l'Hasmonéenne | Mariamne l'Hasmonéenne | Mariamne l'Hasmonéenne | Mariamne l'Hasmonéenne | Mariamne l'Hasmonéenne |                      |                      |                      |                      |  |  |          |          |          |          |          |          |  |  |          |          |          |          |          |          |
|                       |                       |                       |                       |                       |                       |          |          |          |          |          |          |         |         |           |           |           |           |                       |                       |                       |                       |                       |                       |                   |                   |                   |                   |               |               |               |               |               |               |                        |                        |                        |                        |                        |                        |                      |                      |                      |                      |  |  |          |          |          |          |          |          |  |  |          |          |          |          |          |          |
|                       |                       |                       |                       |                       |                       |          |          |          |          |          |          |         |         |           |           |           |           |                       |                       |                       |                       |                       |                       |                   |                   |                   |                   |               |               |               |               |               |               |                        |                        |                        |                        |                        |                        |                      |                      |                      |                      |  |  |          |          |          |          |          |          |  |  |          |          |          |          |          |          |
|                       |                       |                       |                       |                       |                       |          |          |          |          |          |          |         |         |           |           |           |           |                       |                       |                       |                       |                       |                       |                   |                   |                   |                   |               |               |               |               |               |               |                        |                        |                        |                        |                        |                        |                      |                      |                      |                      |  |  |          |          |          |          |          |          |  |  |          |          |          |          |          |          |
|                       |                       |                       |                       |                       |                       |          |          |          |          |          |          |         |         |           |           |           |           |                       |                       |                       |                       |                       |                       |                   |                   |                   |                   |               |               |               |               |               |               |                        |                        |                        |                        |                        |                        |                      |                      |                      |                      |  |  |          |          |          |          |          |          |  |  |          |          |          |          |          |          |
|                       |                       |                       |                       |                       |                       | Bérénice | Bérénice | Bérénice | Bérénice | Bérénice | Bérénice |         |         |           |           |           |           |                       |                       |                       |                       |                       |                       |                   |                   |                   |                   | Aristobule IV | Aristobule IV | Aristobule IV | Aristobule IV | Aristobule IV | Aristobule IV |                        |                        | Alexandre              | Alexandre              | Alexandre              | Alexandre              | Alexandre            | Alexandre            |                      |                      |  |  |          |          |          |          |          |          |  |  |          |          |          |          |          |          |
|                       |                       |                       |                       |                       |                       | Bérénice | Bérénice | Bérénice | Bérénice | Bérénice | Bérénice |         |         |           |           |           |           |                       |                       |                       |                       |                       |                       |                   |                   |                   |                   | Aristobule IV | Aristobule IV | Aristobule IV | Aristobule IV | Aristobule IV | Aristobule IV |                        |                        | Alexandre              | Alexandre              | Alexandre              | Alexandre              | Alexandre            | Alexandre            |                      |                      |  |  |          |          |          |          |          |          |  |  |          |          |          |          |          |          |
|                       |                       |                       |                       |                       |                       |          |          |          |          |          |          |         |         |           |           |           |           |                       |                       |                       |                       |                       |                       |                   |                   |                   |                   |               |               |               |               |               |               |                        |                        |                        |                        |                        |                        |                      |                      |                      |                      |  |  |          |          |          |          |          |          |  |  |          |          |          |          |          |          |
|                       |                       |                       |                       |                       |                       |          |          |          |          |          |          |         |         |           |           |           |           |                       |                       |                       |                       |                       |                       |                   |                   |                   |                   |               |               |               |               |               |               |                        |                        |                        |                        |                        |                        |                      |                      |                      |                      |  |  |          |          |          |          |          |          |  |  |          |          |          |          |          |          |
| Hérode (Philippe)     | Hérode (Philippe)     | Hérode (Philippe)     | Hérode (Philippe)     | Hérode (Philippe)     | Hérode (Philippe)     |          |          |          |          |          |          |         |         | Hérodiade | Hérodiade | Hérodiade | Hérodiade | Hérodiade             | Hérodiade             |                       |                       |                       |                       |                   |                   |                   |                   |               |               | Agrippa Ier   | Agrippa Ier   | Agrippa Ier   | Agrippa Ier   | Agrippa Ier            | Agrippa Ier            |                        |                        | Aristobule le Mineur   | Aristobule le Mineur   | Aristobule le Mineur | Aristobule le Mineur | Aristobule le Mineur | Aristobule le Mineur |  |  | Mariamne | Mariamne | Mariamne | Mariamne | Mariamne | Mariamne |  |  |          |          |          |          |          |          |
| Hérode (Philippe)     | Hérode (Philippe)     | Hérode (Philippe)     | Hérode (Philippe)     | Hérode (Philippe)     | Hérode (Philippe)     |          |          |          |          |          |          |         |         | Hérodiade | Hérodiade | Hérodiade | Hérodiade | Hérodiade             | Hérodiade             |                       |                       |                       |                       |                   |                   |                   |                   |               |               | Agrippa Ier   | Agrippa Ier   | Agrippa Ier   | Agrippa Ier   | Agrippa Ier            | Agrippa Ier            |                        |                        | Aristobule le Mineur   | Aristobule le Mineur   | Aristobule le Mineur | Aristobule le Mineur | Aristobule le Mineur | Aristobule le Mineur |  |  | Mariamne | Mariamne | Mariamne | Mariamne | Mariamne | Mariamne |  |  |          |          |          |          |          |          |
|                       |                       |                       |                       |                       |                       |          |          |          |          |          |          |         |         |           |           |           |           |                       |                       |                       |                       |                       |                       |                   |                   |                   |                   |               |               |               |               |               |               |                        |                        |                        |                        |                        |                        |                      |                      |                      |                      |  |  |          |          |          |          |          |          |  |  |          |          |          |          |          |          |
|                       |                       |                       |                       |                       |                       |          |          |          |          |          |          |         |         |           |           |           |           |                       |                       |                       |                       |                       |                       |                   |                   |                   |                   |               |               |               |               |               |               |                        |                        |                        |                        |                        |                        |                      |                      |                      |                      |  |  |          |          |          |          |          |          |  |  |          |          |          |          |          |          |
|                       |                       |                       |                       |                       |                       |          |          |          |          |          |          |         |         | Mariamne  | Mariamne  | Mariamne  | Mariamne  | Mariamne              | Mariamne              |                       |                       | Hérode de Chalcis     | Hérode de Chalcis     | Hérode de Chalcis | Hérode de Chalcis | Hérode de Chalcis | Hérode de Chalcis |               |               | Bérénice      | Bérénice      | Bérénice      | Bérénice      | Bérénice               | Bérénice               |                        |                        | Agrippa II             | Agrippa II             | Agrippa II           | Agrippa II           | Agrippa II           | Agrippa II           |  |  | Mariamne | Mariamne | Mariamne | Mariamne | Mariamne | Mariamne |  |  | Drusilla | Drusilla | Drusilla | Drusilla | Drusilla | Drusilla |
|                       |                       |                       |                       |                       |                       |          |          |          |          |          |          |         |         | Mariamne  | Mariamne  | Mariamne  | Mariamne  | Mariamne              | Mariamne              |                       |                       | Hérode de Chalcis     | Hérode de Chalcis     | Hérode de Chalcis | Hérode de Chalcis | Hérode de Chalcis | Hérode de Chalcis |               |               | Bérénice      | Bérénice      | Bérénice      | Bérénice      | Bérénice               | Bérénice               |                        |                        | Agrippa II             | Agrippa II             | Agrippa II           | Agrippa II           | Agrippa II           | Agrippa II           |  |  | Mariamne | Mariamne | Mariamne | Mariamne | Mariamne | Mariamne |  |  | Drusilla | Drusilla | Drusilla | Drusilla | Drusilla | Drusilla |
|                       |                       |                       |                       |                       |                       |          |          |          |          |          |          |         |         |           |           |           |           |                       |                       |                       |                       |                       |                       |                   |                   |                   |                   |               |               |               |               |               |               |                        |                        |                        |                        |                        |                        |                      |                      |                      |                      |  |  |          |          |          |          |          |          |  |  |          |          |          |          |          |          |
|                       |                       |                       |                       |                       |                       |          |          |          |          |          |          |         |         |           |           |           |           |                       |                       |                       |                       |                       |                       |                   |                   |                   |                   |               |               |               |               |               |               |                        |                        |                        |                        |                        |                        |                      |                      |                      |                      |  |  |          |          |          |          |          |          |  |  |          |          |          |          |          |          |
| Philippe le Tétrarque | Philippe le Tétrarque | Philippe le Tétrarque | Philippe le Tétrarque | Philippe le Tétrarque | Philippe le Tétrarque |          |          | Salomé   | Salomé   | Salomé   | Salomé   | Salomé  | Salomé  |           |           |           |           | Aristobule de Chalcis | Aristobule de Chalcis | Aristobule de Chalcis | Aristobule de Chalcis | Aristobule de Chalcis | Aristobule de Chalcis |                   |                   | Bérénicien        | Bérénicien        | Bérénicien    | Bérénicien    | Bérénicien    | Bérénicien    |               |               |                        |                        | Hyrcan                 | Hyrcan                 | Hyrcan                 | Hyrcan                 | Hyrcan               | Hyrcan               |                      |                      |  |  |          |          |          |          |          |          |  |  |          |          |          |          |          |          |
| Philippe le Tétrarque | Philippe le Tétrarque | Philippe le Tétrarque | Philippe le Tétrarque | Philippe le Tétrarque | Philippe le Tétrarque |          |          | Salomé   | Salomé   | Salomé   | Salomé   | Salomé  | Salomé  |           |           |           |           | Aristobule de Chalcis | Aristobule de Chalcis | Aristobule de Chalcis | Aristobule de Chalcis | Aristobule de Chalcis | Aristobule de Chalcis |                   |                   | Bérénicien        | Bérénicien        | Bérénicien    | Bérénicien    | Bérénicien    | Bérénicien    |               |               |                        |                        | Hyrcan                 | Hyrcan                 | Hyrcan                 | Hyrcan                 | Hyrcan               | Hyrcan               |                      |                      |  |  |          |          |          |          |          |          |  |  |          |          |          |          |          |          |
|                       |                       |                       |                       |                       |                       |          |          |          |          |          |          |         |         |           |           |           |           |                       |                       |                       |                       |                       |                       |                   |                   |                   |                   |               |               |               |               |               |               |                        |                        |                        |                        |                        |                        |                      |                      |                      |                      |  |  |          |          |          |          |          |          |  |  |          |          |          |          |          |          |
|                       |                       |                       |                       |                       |                       |          |          |          |          |          |          |         |         |           |           |           |           |                       |                       |                       |                       |                       |                       |                   |                   |                   |                   |               |               |               |               |               |               |                        |                        |                        |                        |                        |                        |                      |                      |                      |                      |  |  |          |          |          |          |          |          |  |  |          |          |          |          |          |          |
|                       |                       |                       |                       | Hérode                | Hérode                | Hérode   | Hérode   | Hérode   | Hérode   |          |          | Agrippa | Agrippa | Agrippa   | Agrippa   | Agrippa   | Agrippa   |                       |                       | Aristobule            | Aristobule            | Aristobule            | Aristobule            | Aristobule        | Aristobule        |                   |                   |               |               |               |               |               |               |                        |                        |                        |                        |                        |                        |                      |                      |                      |                      |  |  |          |          |          |          |          |          |  |  |          |          |          |          |          |          |

- L'ordre des enfants d'Aristobule IV et Bérénice fille de Salomé, sœur d'Hérode le Grand est arbitraire.
- Bérénice et Agrippa II sont permutés pour la commodité de la représentation.

## Légendes
Selon un texte apocryphe, la Lettre d'Hérode à Pilate, Salomé mourut en passant sur un lac glacé : la glace se brisa et elle tomba jusqu'au cou dans l'eau. La glace se reforma autour de son cou, laissant apparaître sa tête comme posée sur un plateau d'argent. Cette légende est parfois située au lac de Barbazan (Haute-Garonne), près de Saint-Bertrand de Comminges. Selon Flavius Josèphe, Hérode Antipas et Hérodiade auraient été exilés à « Lugdunum ville de Gaule », selon les Antiquités judaïques et « en Espagne » selon la Guerre des Juifs. La plupart des critiques concilient ces deux données en supposant que cela correspond à l'ancienne Lugdunum Convenarum dans les Pyrénées. Hérodiade elle-même apparaît dans diverses légendes pyrénéennes comme un personnage maléfique[réf. incomplète].

## Adaptations

### Peinture

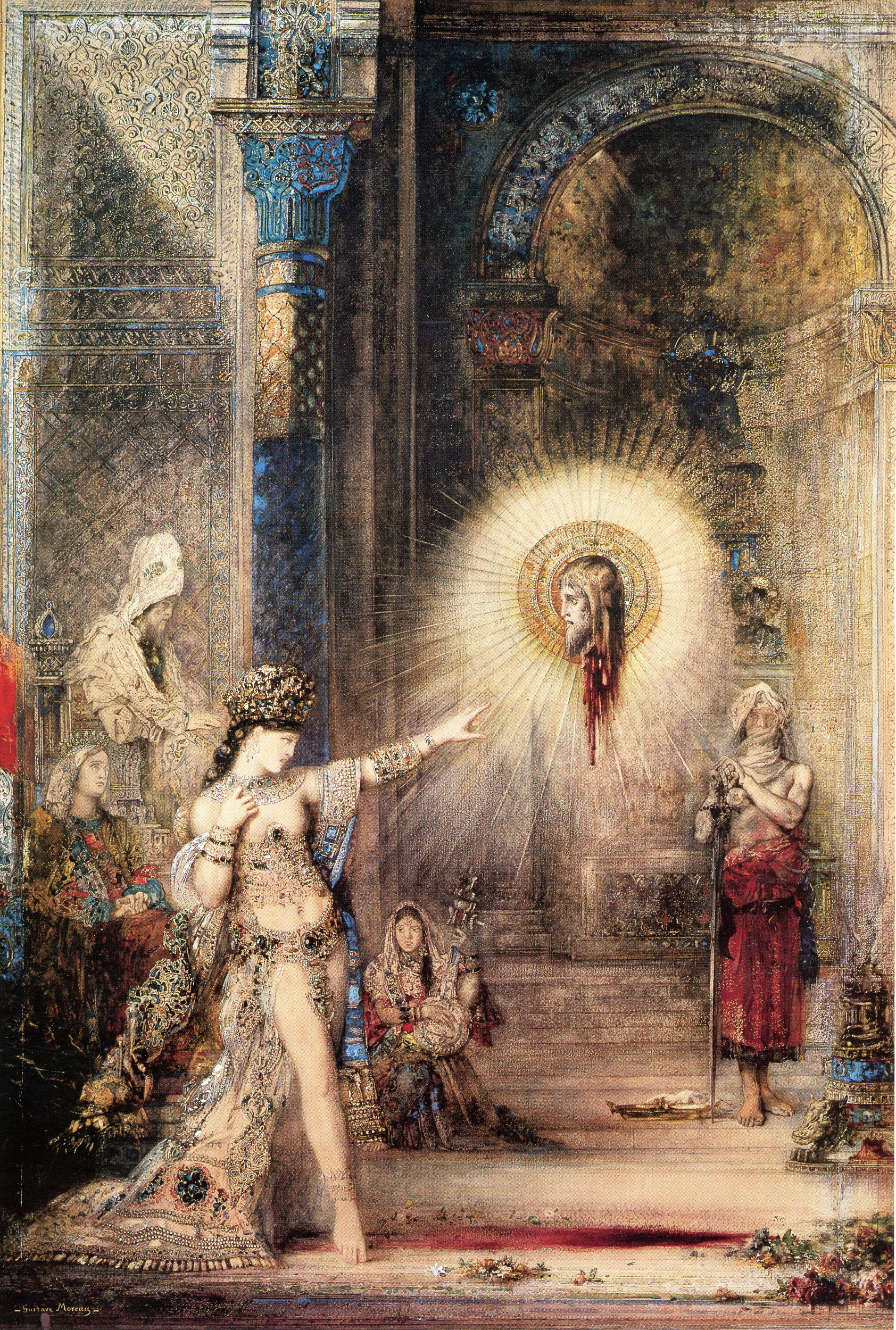
L'apparition du chef de Baptiste à Salomé, par Gustave Moreau.

Vers 1310, une fresque byzantine de l'église des Saints-Apôtres de Thessalonique représente Salomé dansant, le corps ondulant, tenant des foulards et portant sur sa tête un plateau avec la tête coupée de Jean le Baptiste.
Au XVe siècle, le personnage de Salomé a inspiré plusieurs maîtres des écoles allemande et flamande, parmi lesquels Rogier van der Weyden, Memling et  Cranach l'Ancien. L'école italienne reprend également ce thème, notamment Botticelli, Sebastiano del Piombo, le Titien, Le Caravage, Battistello Caracciolo, Guido Reni, le Guerchin ou Carlo Dolci. Certains de ces artistes, en particulier le Titien et le Caravage, consacrent plusieurs toiles à Salomé.
Au XIXe siècle, Gustave Moreau consacre lui aussi plusieurs tableaux et dessins à Salomé, entre autres Salomé dansant devant Hérode, 1876, (Los Angeles, The Armand Hammer Museum of Art & Collection), Salomé au Jardin, 1878-1885, aquarelle, (Le Caire, musée Mahmoud-Khalil), Salomé en prison et L'Apparition. De même, Aubrey Beardsley réalise plusieurs illustrations lors de la parution de la pièce d'Oscar Wilde, Salomé. Parmi les autres artistes inspirés par ce thème, on pourra citer Georges Desvallières, Gustave Doré, Henri Regnault, James Tissot, Maurycy Gottlieb, Lovis Corinth, Georges Paul Leroux, Franz von Stuck ou Gustav-Adolf Mossa.

### Littérature

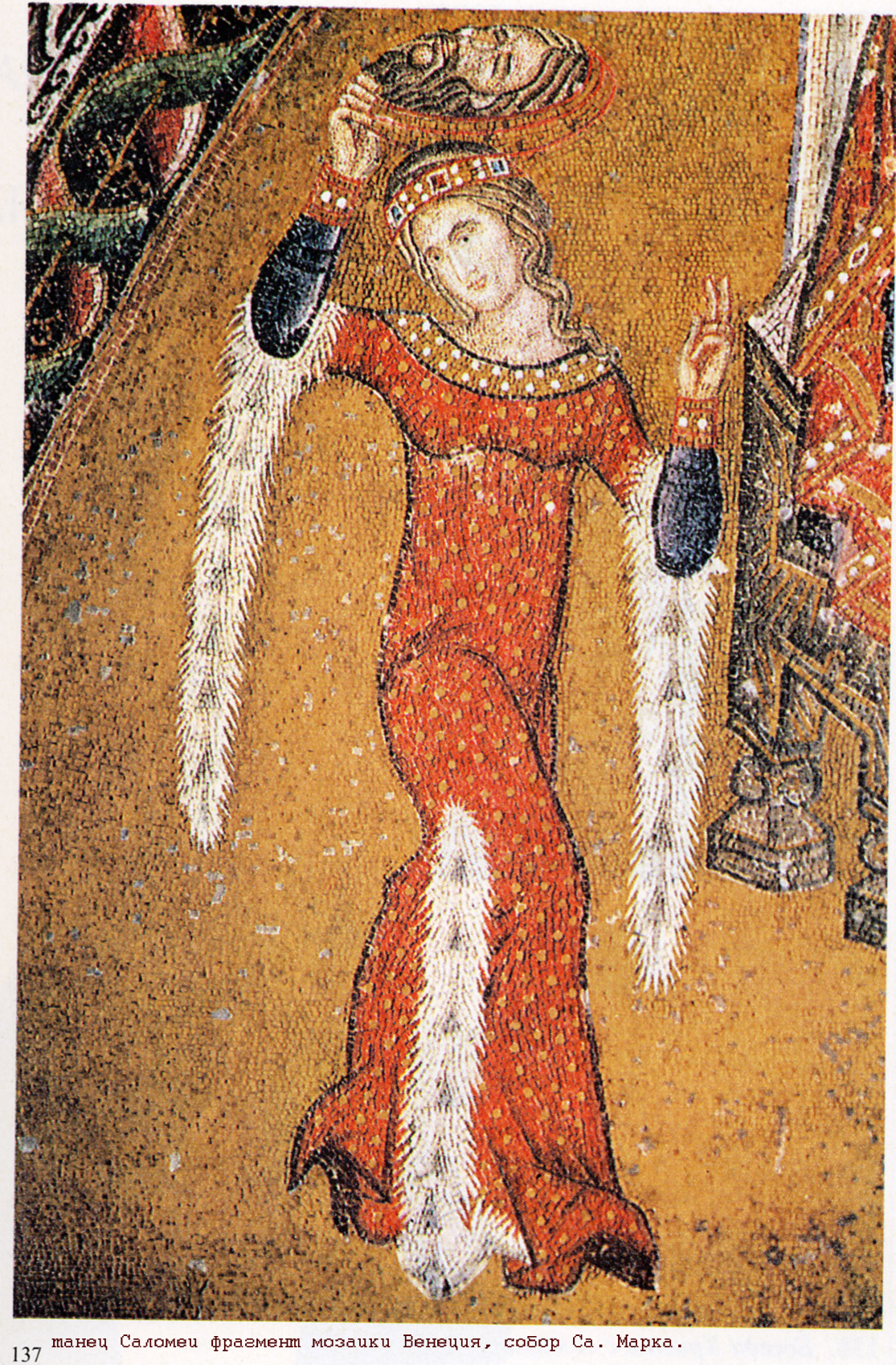
Salomé dansant en portant la tête de Jean le Baptiste, mosaïque de style byzantin, basilique Saint-Marc de Venise, première moitié du XIe s.

Si le personnage de Salomé reste une figure mineure du Nouveau Testament, sa postérité littéraire est importante. Au Moyen Âge, c'est essentiellement à des fins d'édification que la jeune fille apparaît dans les récits littéraires. Dans La Légende dorée de Jacques de Voragine, par exemple, Salomé la pécheresse, qui a obtenu la tête de Jean Le Baptiste est sévèrement punie pour son acte indigne : elle meurt, soit engloutie par la terre, soit anéantie par le souffle de la bouche du saint qu'elle a fait tuer.
Dans la littérature byzantine, par exemple chez Jean Chrysostome, la danse de Salomé est souvent évoquée comme un symbole de déchéance morale. Chez Romanos le Mélode, les convives redoublent de compliments hypocrites mais, entre eux, citent un passage peu flatteur du Livre de la Sagesse : « Mais les fruits de l’infidélité ne parviendront pas à maturité, la descendance d’une union illégitime disparaîtra » (3.16).
Mais c'est essentiellement au XIXe siècle, sous l'influence allemande de Heinrich Heine, que Salomé va devenir véritablement un mythe littéraire qui influence de nombreux auteurs. L'occurrence la plus fameuse se retrouve chez Flaubert, dans le troisième de ses contes, Hérodias. Mais la figure biblique fascina aussi Huysmans, qui évoque, au chapitre V de son roman À rebours, le célèbre tableau de Gustave Moreau, Apparition (1876).
C'est encore plus en fin de siècle, associé à la littérature dite décadente, que le mythe prend de la force. Parmi les figures de Salomé célèbres en littérature, il faut compter avec celle de Mallarmé dans son poème inachevé Les Noces d’Hérodiade, celle de Théodore de Banville dans son poème Hérodiade, extrait du recueil Les Princesses (1874). Jules Laforgue, dans un des contes des Moralités légendaires (publication posthume en 1887), transpose l'Hérodias de Flaubert dans un Extrême-Orient aussi raffiné que fantaisiste où Iokanaan est un prisonnier politique anarchiste : comme chez Heine et plus tard chez Oscar Wilde, Salomé est amoureuse du captif mais juge préférable de s'en débarrasser en jetant sa tête dans la mer.

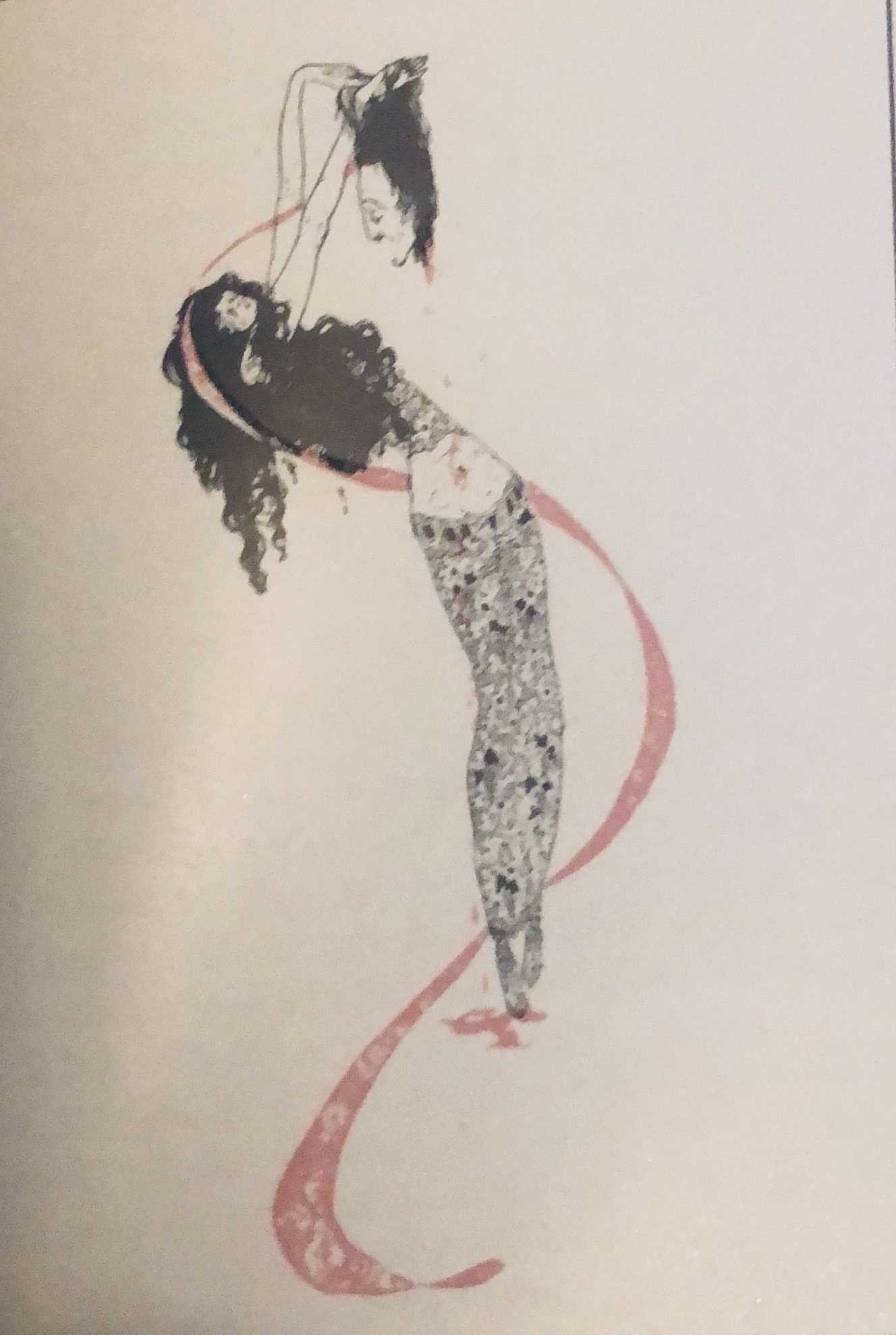
Salomé, illustration d'Alastair pour la pièce d'Oscar Wilde, 1925.

C'est sans doute l'Irlandais Oscar Wilde qui donne la figure la plus fameuse du mythe, dans sa pièce Salomé en 1891 : celle-ci fait décapiter Jean le Baptiste parce qu'elle en était amoureuse et fut éconduite. L'illustration fameuse de Aubrey Beardsley pour la tirade « J'ai baisé ta bouche, Iokanaan », quand Salomé baise la tête coupée du Baptiste avant de la  jeter dans un bassin, a fortement influencé Les Noces de Hérodiade de Stéphane Mallarmé.
Au cinéma, ce modèle de la Salomé éconduite qui tue Jean et le jette dans un bassin est transposé par Billy Wilder dans Boulevard du crépuscule.
Au XXe siècle, Apollinaire trouve dans le personnage évangélique un thème poétique récurrent. Dans « La Danseuse », du recueil L'Hérésiarque et Cie (1910), il reprend la légende de Salomé qui se noie en dansant sur une rivière gelée, ici le Danube, et, seule à émerger, « sa tête semblait tranchée et posée sur un plat d'argent ». Dans « Salomé », poème du recueil Alcools, il montre une Salomé volontairement anachronique, peut-être inspirée d'une ancienne tapisserie, avec des dames vêtues de robes médiévales à côté d'un bouffon et de hallebardiers, qui danse dans un parc en tenant des propos délirants sur un rythme de chanson enfantine.

### Musique et danse
Le personnage de Salomé et sa danse fascinante ont inspiré de nombreux compositeurs et chorégraphes. Michel Leiris, dans son autobiographie L'Âge d'homme, rapproche la figure biblique de sa tante Lise, laquelle a interprété le rôle-titre dans l'opéra Salomé de Richard Strauss. 
De la même année que cet opéra (1907), date le poème symphonique La Tragédie de Salomé de Florent Schmitt, dédié à Igor Stravinsky et honoré par Diaghilev. La Tragédie de Salomé, ballet créé en 1907 par Loïe Fuller sur la musique de Florent Schmitt, est une des premières chorégraphies enregistrées sur ce thème. Aida Overton Walker, à partir de 1908, trouve un certain prestige dans son spectacle Bandana Land adapté du mythe de Salomé : elle est une des premières artistes afro-américaines à se voir reconnaître une place dans le « grand répertoire » en faisant valoir l'émotion plus que l'érotisme. En 1916, la danseuse britannique Maud Allan donne des représentations privées de la danse de Salomé, ce qui lui vaut des accusations infamantes de lesbianisme, immoralité et de saper le moral de l'armée britannique : elle intente un procès en diffamation au journaliste homophobe, qu'elle perd, ce qui met fin à sa carrière en Grande-Bretagne. En 1923, la chorégraphe russo-américaine Alla Nazimova incarne Salomé dans le film muet éponyme qu'elle réalise avec Charles Bryant.

## Interprétations
Dans les relectures successives, l'enfant sans désir propre qui apparaît dans l'épisode néotestamentaire devient un personnage de tentatrice sensuelle qui inspire les artistes, particulièrement aux XIXe et XXe siècles. La psychologue Christine Van Geen, citant l'orientaliste Edward Said, note que les artistes du XIXe siècle interprètent souvent à rebours le récit évangélique : alors que Salomé y apparaît comme une fillette passive, manipulée par une mère abusive pour servir les fantasmes pédophiles de son beau-père, les modernes en font une séductrice virtuose, image de l'Orient « voluptueux, barbare et cruel ».

## Hommage
L'astéroïde (562) Salomé, découvert en 1905, est nommé en son honneur.